# Opuntia edwardsii
Opuntia edwardsii är en kaktusväxtart som beskrevs av Verne Edwin Grant och K.A. Grant. Opuntia edwardsii ingår i släktet fikonkaktusar, och familjen kaktusväxter. Inga underarter finns listade i Catalogue of Life.